# Benoistella lyra
Benoistella lyra är en insektsart som beskrevs av Andrej Vasiljevitj Gorochov 2009. Benoistella lyra ingår i släktet Benoistella och familjen syrsor. Inga underarter finns listade i Catalogue of Life.